# Ricardo Sáenz de Ynestrillas Martínez
Ricardo Sáenz de Ynestrillas Martínez (* 9. April 1935 in Madrid; † 17. Juni 1986 ebenda) war zuletzt Comandante (Major) der spanischen Armee.
Er diente 5 Jahre bei der X. Bandera der Spanischen Legion in der Sahara, zunächst im Bataillon Montaña de Barbastro (Huesca), später in der Brigade Paracaidista. Danach war er Dozent an der Academia General de Policía Armada (Generalakademie der bewaffneten Polizei).
Sáenz de Ynestrillas war an der Planung eines Staatsstreichs namens Operación Galaxia beteiligt. Dazu traf er sich am 17. November 1978 mit Antonio Tejero Molina und anderen Militärs im Madrider Cafe Galaxia. Im Mai 1980 wurde er hierfür zu einer Haftstrafe von sechs Monaten und einem Tag verurteilt. Infolge des 23-F-Putsches wurde er 1981 erneut verhaftet, am 23. Juni wieder aus der Haft entlassen.
Sáenz de Ynestrillas kam am 17. Juni 1986 in Madrid bei einem Anschlag der baskischen Untergrundorganisation ETA ums Leben, als sein Auto vor der Jefatura de Personal de la Capitanía General de la I. Región Militar (Personalverwaltung des Generalkapitäns des Militärbezirks I) von Iñaki de Juana Chaos und anderen ETA-Mitgliedern beschossen wurde. Bei dem Anschlag wurden auch der Oberstleutnant Carlos Besteiro Pérez und der Soldat Francisco Casillas Martín getötet.
Sáenz de Ynestrillas hatte drei Söhne – Ricardo, Martín und Jesús Sáenz de Ynestrillas Pérez. Alle drei waren zumindest in ihrer Jugend in der rechtsextremen Szene aktiv. Ricardo bekleidet weiterhin Ämter in nationalsyndikalistischen Kleinparteien.

## Quelle
- Compañero de Tejero en la 'operación Galaxia', El País vom 18. Juni 1986